# Love Again (canción de Dua Lipa)
«Love Again» es una canción de la cantante albanobritánica Dua Lipa de su segundo álbum de estudio, Future Nostalgia (2020). La canción fue escrita por Lipa junto a Clarence Coffee Jr, Chelcee Grimes y su productor Koz. Escribieron la canción basándose en el concepto de manifestar cosas positivas en la vida de uno y Lipa la describió posteriormente como su canción favorita del álbum. El 11 de marzo de 2021 fue enviada a la radio como sexto y último sencillo de Future Nostalgia, antes de ser lanzada para descarga digital y streaming el 4 de junio en todo el mundo. Se trata de una canción dance pop, disco y electropop de sonido clásico con una producción nu-disco del siglo XXI que incluye ritmos de disco y cuerdas de disco al estilo de los años 70. La canción samplea «My Woman» de Al Bowlly con Lew Stone and His Monseigneur Band, utilizándola en varios aspectos, por lo que Bing Crosby, Max Wartell e Irving Wallman también están acreditados como escritores. La letra explora temas de desamor y crecimiento personal, viendo a Lipa volver a enamorarse de un nuevo amante tras una dura ruptura.
Varios críticos musicales elogiaron el uso del sample de «My Woman», así como las cuerdas utilizadas en la producción y la letra. Comercialmente, «Love Again» alcanzó el número 51 en la lista de la UK Singles Chart y el número 41 en el Billboard Hot 100 de Estados Unidos, así como el número 59 en la lista Billboard Global 200. Además, alcanzó el top 10 de las listas de Bélgica, Bulgaria, Croacia, Hungría, Polonia, Eslovaquia y la República Checa, llegando a la cima en el último de los territorios. La canción ha sido certificada como plata en el Reino Unido por la Industria Fonográfica Británica (BPI) y como platino en Italia y Polonia por la Federazione Industria Musicale Italiana (FIMI) y la Sociedad Polaca de la Industria Fonográfica (ZPAV), respectivamente.
El vídeo musical de «Love Again» fue dirigido por Lope Serrano y filmado en el hotel Grosvenor House de Londres. En el vídeo se ve a Lipa y a sus bailarines de rodeo con estilo de payasos en el salón de baile del hotel bailando en línea, montando toros mecánicos que a veces desaparecen y pintando huevos. Aparece un caballo y los payasos de rodeo intentan capturar un huevo gigante. Varios críticos elogiaron el mensaje del vídeo de que es una tontería enamorarse tan pronto, así como su estilo western y su surrealismo. Lipa interpretó la canción en múltiples ocasiones en 2021, como en el evento Time 100, en la 41.ª edición de los Brit Awards como parte de un medley de Future Nostalgia y en el iHeartRadio Music Festival. La canción se incluyó en el repertorio del Future Nostalgia Tour 2022 de Lipa. Se promocionó además con remezclas de Horse Meat Disco, Imanbek y Garabatto.

## Composición y producción
«Love Again» fue escrita por Lipa y sus colaboradores de siempre Clarence Coffee Jr., Chelcee Grimes y Stephen Kozmeniuk, este último también se encargó de la producción. Empezaron a trabajar en la canción mientras Lipa pasaba por una mala racha con una ruptura. Había mantenido una relación con alguien que no era honesto con ella y se dio cuenta de que ya no era saludable para ella. Durante la relación, Lipa no se reconoció a sí misma y sintió que había perdido su poder, ya que normalmente se considera una mujer fuerte. Las colaboradoras llevaban un par de días trabajando juntas en el estudio, pero no habían escrito nada que les gustara. Lipa llegó tarde al estudio ese día, mientras que Kozmeniuk llegó temprano decidida a hacer algo genial. Con su álbum Future Nostalgia, Lipa quería crear música «de estilo antiguo» con un toque moderno, inspirándose en los artistas que había crecido escuchando. Al saberlo, Kozmeniuk jugó con algunos sintetizadores analógicos y dio con una rudimentaria progresión de acordes. A continuación, añadió un riff de guitarra en la parte superior y un break de batería a lo largo de la canción. Luego se añadieron guitarras acústicas. Cuando Lipa llegó al estudio, Grimes y Coffee estaban tocando la guitarra y cantando "Hotdamn, you got me in love again". Lipa rechazó rápidamente la línea y la cambió por "Goddamn, you got me in love again". Empezó a expresar sus sentimientos sobre la relación a los guionistas, y Coffee le sugirió que escribiera sobre eso. Decidieron comenzar la canción con el concepto de manifestar energía positiva en la vida de uno y darse cuenta de que algunas cosas tienen que terminar. Lipa pensó que si escribía sobre esto, podría sentirse mejor. Empezaron a escribir «Love Again» con una guitarra y la canción tenía originalmente una estructura de canción no estándar, con la que Lipa estaba bien. Lipa pensó que la versión se sentía bien.
Después de la sesión, Kozmeniuk estaba leyendo un libro de Studio 54 y se imaginaba el trabajo de Donna Summer en el que ella había construido con un montón de una batería y partes de cuerda en una intro, antes de que empezara la canción. Inspirado por esto, consiguió que su vecino Drew Jurecka tocara el violín y las cuerdas. Kozmeniuk no tardó en enviar la versión de cuerdas a Lipa, que admiró por lo dramática que era. Sin embargo, todos los colaboradores coincidieron en que a la canción le faltaba algo. Más tarde, se añadieron dos tiempos en el octavo central para construir una parte de cuerda antes de explotar con el estribillo. Una noche, mientras estaban todos en el estudio, Coffee empezó a cantar el riff del tema de 1932 «My Woman» de Al Bowlly con Lew Stone y su Monseigneur Band por encima de lo que tenían. Lipa pensó que el riff era de La guerra de las galaxias (1977), mientras que Grimes pensó que era espeluznante y escalofriante. Lipa sugirió entonces que lo incorporaran a «Love Again». Kozmeniuk pasó mucho tiempo haciéndolo con varias correcciones de tono diferentes, ya que «Love Again» y «My Woman» estaban en diferentes claves. Debido a esto, Bing Crosby, Max Wartell e Irving Wallman fueron acreditados como escritores. Coffee y Grimes cuestionaron a Lipa por incluir la línea «I'll hindered my teeth in disbelief», pero Lipa luchó mucho por ella. Describió la línea como algo visual en el que casi se puede saborear lo »bueno que es algo, como el subidón de adrenalina cuando está a punto de subir al escenario. La cantante describió posteriormente esta frase como su favorita. La línea era originalmente "no me despiertes si es un sueño".
Las voces de Lipa se grabaron en los RAK Studios de Londres. Fue al estudio con su productora vocal Lorna Blackwood. Blackwood le dijo a Lipa que cantara las partes tristes de la canción con una sonrisa. Lipa grabó las ad-libs en último lugar, pensando con nerviosismo que se saldría de tono. Sin embargo, los nervios se esfumaron, ya que la cabina es como un baño de colegio con una fuerte acústica donde todo suena muy bien. Otras voces se grabaron en TaP Studio y Sleeper Sound, ambos en Londres. La canción se grabó en este último estudio, así como en Windmill en Norfolk y Modulator Music en Toronto. La mezcla de audio fue realizada por Matty Green en Studio 55 en Los Ángeles, mientras que Chris Gehringer masterizó la canción en Sterling Sound en Edgewater, Nueva Jersey. Lipa describió «Love Again» como un «llanto de baile», ya que es una canción de baile con la yuxtaposición de sentimientos alegres y tristes. Como la canción se escribió por partes en lugar de un tema completo, hubo varias versiones diferentes. En un momento dado, Lipa sugirió que el actual octavo central fuera el estribillo, pero rápidamente se decantó por la versión demo. Una vez terminada la canción, los colaboradores dedicaron mucho tiempo a conseguir la estructura adecuada y a jugar con los arreglos, hasta la mezcla final. Lipa describió «Love Again» como su canción favorita en Future Nostalgia.

## Posicionamiento en listas
| Listas (2020-2021)                      | Mejor posición |
| --------------------------------------- | -------------- |
| Argentina (Billboard Argentina Hot 100) | 41             |
| Australia (Radiomonitor)                | 43             |
| Bélgica (Ultratop 50 Flandes)           | 12             |
| Bélgica (Ultratop 50 Valonia)           | 14             |
| Canadá (Billboard Canada Hot AC)        | 39             |
| Canadá (Billboard Canada CHR/Top 40)    | 20             |
| Croacia (HRT)                           | 5              |
| Eslovaquia (Singles Digitál Top 100)    | 69             |
| España (PROMUSICAE)                     | 90             |
| Estados Unidos (Billboard hot 100)      | 41             |
| Francia (SNEP)                          | 41             |
| (Billboard Global 200)                  | 159            |
| Hungría (Rádiós Top 40)                 | 34             |
| Hungría (Single Top 40)                 | 19             |
| Irlanda (IRMA)                          | 86             |
| Islandia (Tonlist)                      | 11             |
| Lituania (AGATA)                        | 43             |
| México (Billboard México Airplay)       | 6              |
| Nueva Zelanda (RMNZ)                    | 3              |
| Países Bajos (Nederlandse Top 40)       | 24             |
| Países Bajos (Single Top 40)            | 45             |
| Polonia (Polish Airplay Top 100)        | 9              |
| Portugal (AFP)                          | 107            |
| Reino Unido (OCC)                       | 96             |
| Rumania (Airplay 100)                   | 86             |